# SS-N-9 Siren
Die SS-N-9 Siren ist eine schiffs- und U-Boot-gestützte Anti-Schiffs-Lenkwaffe aus sowjetischer bzw. russischer Produktion. Der GRAU-Index lautet 4K85 und der Systemindex der russischen Streitkräfte P-120 Malachit.

## Entwicklung
Die SS-N-9 wurde als Nachfolgesystem der SS-N-7 Starbright entwickelt. Das System dient zur Bekämpfung von Seekriegsverbänden und Flugzeugträgergruppen. Die Entwicklung im Konstruktionsbüro OKB-52 Tschelomei (später NPO Maschinostrojenija) begann im Jahre 1963. Die ersten Systeme wurden 1972 bei der  Sowjetischen Marine eingeführt. Folgende Einheiten wurden mit der SS-N-9 ausgerüstet:
- U-Boote der 670M Charlie-II-Klasse  mit je acht Lenkwaffen
- Korvetten der 1234 Nanuchka-Klasse mit je sechs Lenkwaffen
- Tragflügelboote der 1240 Sarancha-Klasse mit je vier Lenkwaffen

## Varianten
- P-50 Malachit: Vorserienversion. Reichweite 70 km.
- P-120 Malachit: Standardversion Reichweite 110 km. Eingeführt 1972
- P-120E Malachit-E: Exportversion mit vereinfachter Elektronik.
- P-120M Malachit-M: Verbesserte Ausführung ab 1975. Mit neuer Elektronik und neuem Radarsuchkopf. Reichweite 120–150 km.

## Technik
Die Lenkwaffen sind in Start- und Transportbehältern außerhalb des Druckkörpers untergebracht. Vor dem Start müssen im Navigationssystem der Lenkwaffe die Koordinaten sowie der Kurs des Zieles eingegeben werden. Diese werden mittels Sonar, Radar oder ELINT vom U-Boot aus ermittelt. Der Start der Lenkwaffen erfolgt mit Hilfe des Marschtriebwerkes sowie zwei Boostern am Lenkwaffenheck. Die Lenkwaffen können einzeln oder in kurzer Serie aus einer Tauchtiefe von bis zu 50 m gestartet werden. Nach dem Durchstoßen der Wasseroberfläche steigt die Lenkwaffe auf eine Höhe von rund 100 m. Nach dem Ausbrennen der beiden Booster werden diese abgeworfen und die Lenkwaffe sinkt auf eine Marschflughöhe von 40 m. Ein Radar-Höhenmesser sorgt für den nötigen Sicherheitsabstand zwischen der Lenkwaffe und der Meeresoberfläche. Der Flug ins Zielgebiet erfolgt autonom mit Hilfe der Trägheitsnavigationsplattform. Aktualisierte Zieldaten können mittels eines Datenlinks von der Startplattform zur Lenkwaffe gesendet werden. Für den Zielanflug kommen ein aktiver Radarsuchkopf und ein passiver Infrarotsuchkopf zum Einsatz. Wurde das Ziel erfasst, wird es in einem flachen Sturzflug angeflogen. Der Einschlag im Ziel erfolgt auf Wasserhöhe.

## Verbreitung
Die SS-N-9 kam nur bei der Sowjetischen Marine zum Einsatz. Das System wurde nie exportiert.